# فرودگاه بارا دل کالردو
فرودگاه بارا دل کالردو (به انگلیسی: Barra del Colorado Airport) یک فرودگاه همگانی با کد یاتا BCL است که یک باند فرود بتن دارد و طول باند آن ۱۰۰۰ متر است. این فرودگاه در کشور کاستاریکا قرار دارد و در ارتفاع ۱ متری از سطح دریا واقع شده‌است.

## شرکت‌های هواپیمایی و مقصدهای پروازی
| شرکت‌های هواپیمایی | مقصدهای پروازی           |
| ----------------- | ------------------------ |
| ناتوره ایر        | توبیاس بولانیاش، ترتوگرو |